# Pietro Marchitelli
Pietro Marchitelli (Villa Santa Maria, 1643 – Napoli, 1729) è stato un violinista italiano.

## Biografia
Nacque nel 1643 in provincia di Chieti a Villa Santa Maria. Famoso per essere stato lo zio paterno ed il primo maestro di Michele Mascitti. Non è nota la sua formazione iniziale ma si conosce l'anno in cui fu iscritto  come allievo di Carlo De Vincentiis nel Conservatorio di Santa Maria di Loreto a Napoli, il 1657.
Valente violinista e didatta, occupò il ruolo di primo violino nelle istituzioni musicali napoletane più prestigiose: l'orchestra della Real Cappella e l'orchestra del teatro San Bartolomeo di Napoli, ai tempi in cui erano dirette da Alessandro Scarlatti con il quale ebbe rapporti di sincera amicizia. Molto stimato ed apprezzato dai suoi contemporanei, morì in età avanzata e fu seppellito nella chiesa di San Nicola alla Carità in Napoli. Di sua proprietà furono sette violini di liuteria cremonese Amati, tre violette ed una chitarra. Per la sua straordinaria tecnica violinistica viene solitamente considerato il fondatore della scuola violinistica napoletana.